# 藤原頼長
藤原 頼長（ふじわら の よりなが）は、平安時代末期の公卿。藤原北家、摂政関白太政大臣藤原忠実の三男。官位は従一位・左大臣、贈正一位、太政大臣。
通称は宇治左大臣。兄で関白・忠通と対立し、父・忠実の後押しにより藤原氏長者・内覧として旧儀復興・綱紀粛正に取り組んだが、その苛烈で妥協を知らない性格により悪左府（あくさふ）の異名を取った。後に鳥羽法皇の信頼を失って失脚。政敵の美福門院・忠通・信西らに追い詰められ、保元の乱で敗死した。男色始め当時の風俗を克明に記した日記『台記』でも有名。

## 生涯

### 摂関家の才子
幼名は菖蒲若（あやわか）。大治5年（1130年）、藤原敦光が持参した複数の名字の中から中御門宗忠が「御堂（道長）宇治殿（頼通）御名字なり」という理由で選び、「頼長」と命名された（『中右記』正月3日条）。元服して正五位下に叙せられ侍従・近衛少将・伊予権守に任官。同年、右近衛権中将。天承元年（1131年）に従三位。翌年参議を経ずに権中納言に昇進。長承2年（1133年）には8歳年上の徳大寺実能の娘・幸子を娶った。長承3年（1134年）、権大納言となる。また、姉の泰子（高陽院）が鳥羽上皇の皇后に冊立されると皇后宮大夫を兼ねる。保延2年（1136年）には内大臣、右近衛大将を兼ねる。保延5年（1139年）、東宮傅となり左近衛大将を兼任する。

### 多子・呈子の入内競争
白河上皇の院政下で逼塞していた摂関家は、鳥羽院政が開始されると頼長の異母姉・泰子が鳥羽上皇の皇后となり息を吹き返した。忠通は後継者に恵まれなかったため、天治2年（1125年）に頼長を養子に迎えた。しかし康治2年（1143年）に実子・基実が生まれると、忠通は摂関の地位を自らの子孫に継承させようと望み、忠実・頼長と対立することになる。久安3年（1147年）に左右両大臣の不在によって内大臣の頼長が一上となると朝廷政務を掌握し、摂政の忠通を圧倒している。久安5年（1149年）、左大臣に進んだ。
久安6年（1150年）正月4日、近衛天皇は元服の式を挙げ、同月10日に頼長の養女・多子が入内、19日に女御となる。しかし2月になると忠通は藤原伊通の娘・呈子を養女に迎え、鳥羽法皇に「摂関以外の者の娘は立后できない」と奏上する（『台記』2月12日条）。呈子は美福門院の養女であり、忠通は美福門院との連携で摂関の地位の自系統保持を図ったと考えられる。鳥羽法皇はこの問題への深入りを避け、多子を皇后、呈子を中宮とすることで事を収めようとしたが、忠実・頼長と忠通の対立はもはや修復不可能となった。

### 藤原氏長者へ
9月26日、立腹した忠実は摂関家の正邸東三条殿や宝物の朱器台盤を接収し、氏長者の地位を剥奪して頼長に与え、忠通を義絶した。さらに翌仁平元年（1151年）正月3日、忠実は忠通に譲渡していた藤原師実・藤原師通の日記正本を没収し、これも頼長に与えた（『台記』久安7年正月3日条）。更に忠実の宇治殿領の内、忠通に譲渡していた京極殿領も奪還没収した上で、これも頼長に与えられたが、ただし預所の補任などは引き続き忠実が行うなど、京極殿領の事実上の支配権は忠実の手中にあった。また忠通の同母姉・泰子（高陽院）までもが異母弟・頼長の後ろ盾となり、所有する摂関家の拠点の一つ土御門殿を頼長に譲った。この状態でしかし鳥羽法皇は先の入内問題と同じように曖昧な態度に終始し、忠通を関白に留めたまま頼長に内覧の宣旨を下す。ここに兄弟で関白と内覧が並立するという異常事態となった。ただしこの内覧宣下については、近衛天皇の疎遠に悩まされた鳥羽法皇は、その原因として天皇を補佐する忠通が原因であると疑って、頼長を立てることで忠通を牽制させる動機があった、とする説も出されている。
忠通の子・慈円の著作『愚管抄』の記すところによると、かつて忠通に息子として育てられた恩を忘れられない頼長は、宮中で忠通に出会った際に丁重に会釈する等礼を尽くすことで関係改善の糸口を探ったが、父と兄の頑なな態度の前に（周囲の同情は集めたものの）失敗に終わっている。

### 執政と孤立
執政の座についた頼長は意欲に燃え、学術の再興、弛緩した政治の刷新を目指した。その信条は聖徳太子の十七条憲法により天下を撥乱反正することにあった（『台記』康治2年10月22日条）。勢力を強めていた奥州藤原氏の藤原基衡にも、自身の荘園の年貢増徴を要求して、仁平3年（1153年）に妥結した。しかし律令や儒教の論理を重視して、実際の慣例を無視する頼長の政治は周囲の理解を得られず、院近臣である中・下級貴族の反発を招き孤立していった。また、近衛天皇も頼長をあからさまに嫌うようになった。
その後、頼長は周囲と衝突を繰り返す問題児の態をなす。即ち、仁平元年（1151年）9月、家人に命じて鳥羽法皇の寵臣・藤原家成の邸宅を破壊するという事件、仁平2年（1152年）仁和寺境内に検非違使を送り込み僧侶と騒擾、仁平3年（1153年）5月、石清水八幡宮に逃げ込んだ罪人を強引に追捕しようとしての流血事件、同年6月に上賀茂神社境内で興福寺の僧を捕縄する騒ぎ、などである。これらの一連の出来事は、頼長自身の綱紀粛正の意味もあったが、かえって、寺社勢力とも対立を深め、仁平4年（1154年）4月、延暦寺の僧たちによる満山呪詛を生じせしめた。こうして、頼長は対立勢力を勢いづけ、ひいては徐々に法皇からの信頼を失っていくことになる。
久寿2年（1155年）7月23日、近衛天皇が崩御した。後継天皇を決める王者議定に参加したのは久我雅定と三条公教で、いずれも美福門院と関係の深い公卿だった。候補としては重仁親王が最有力だったが、美福門院のもう一人の養子・守仁王（後の二条天皇）が即位するまでの中継ぎとして、その父の雅仁親王が立太子しないまま29歳で即位することになった（後白河天皇）。守仁王はまだ年少であり、存命する父の雅仁親王を飛び越えての即位は如何なものかとの声が上がったためだった。突然の雅仁親王擁立の背景には、雅仁親王の乳母の夫である信西の策動があったと推測される。この重要な時期に頼長は妻の服喪のため朝廷に出仕していなかったが、すでに世間には近衛天皇の死は忠実・頼長が呪詛したためという噂が流されており、内覧を停止されて事実上の失脚状態となっていた。口寄せによって現れた近衛天皇の霊は「何者かが自分を呪うために愛宕山の天公像の目に釘を打った。このため、自分は眼病を患い、ついに亡くなるに及んだ」と述べ、調べてみると確かに釘が打ちつけられていた。住僧に尋ねてみると「5〜6年前の夜中に誰かが打ち付けた」と答えたという。頼長はそもそもそんな像があるとは知らなかったからできるはずがないと記述している（『台記』久寿2年8月27日条）。歴史研究者は事件は忠通や信西による謀略であると見ている。忠実は頼長を謹慎させ連絡役である高陽院を通じて法皇の信頼を取り戻そうとしたが、12月に高陽院が薨去したことでその望みを絶たれた。

### 保元の乱
保元元年（1156年）7月2日、鳥羽法皇が崩御すると事態は急変する。7月5日、「上皇左府同心して軍を発し、国家を傾け奉らんと欲す」という風聞に対応するため、京中の武士の動きを停止する措置が取られ（『兵範記』7月5日条）、法皇の初七日の7月8日には、忠実・頼長が荘園から軍兵を集めることを停止する後白河天皇の御教書（綸旨）が諸国に下されると同時に、蔵人・高階俊成と源義朝の随兵が東三条殿に乱入して邸宅を没官するに至った。没官は謀反人に対する財産没収の刑であり、頼長に謀反の罪がかけられたことを意味する。氏長者が謀反人とされるのは前代未聞で、摂関家の家司・平信範はその日記『兵範記』に「子細筆端に尽くし難し」と慨嘆の念を記している（『兵範記』7月8日条）。この前後に忠実・頼長が何らかの行動を起こした様子はなく、武士の動員に成功して圧倒的優位に立った後白河・守仁陣営があからさまに挑発を開始したと考えられる。忠実・頼長は追い詰められ、もはや兵を挙げて局面を打開する以外に道はなくなった。
謀反人の烙印を押された頼長は挙兵の正当性を得るため、崇徳上皇を担ぐことを決意する。上皇方の拠点となった白河北殿には貴族では上皇の側近・藤原教長や頼長の母方の縁者である藤原盛憲・経憲の兄弟、武士では平家弘・源為義・平忠正などが集結するが、その戦力は摂関家の私兵集団に限定され、甚だ弱小で劣勢は明白だった。軍議で源為朝は高松殿への夜襲を献策したが、頼長はこれを斥けて、信実率いる興福寺の悪僧集団など大和からの援軍を待つことに決した。
天皇方は「これ日来の風聞、すでに露顕する所なり」（『兵範記』7月10日条）として武士を動員し、11日未明白河北殿へ夜襲をかける。白河北殿は炎上し、戦いは数に勝る天皇方の勝利に終わった。上皇方が総崩れとなる中、頼長は家司の藤原成隆に抱えられ騎馬で御所から脱出するが、源重貞の放った矢が頸部に刺さり重傷を負った。出血による衰弱に苦しみながら、12日嵐山方面、13日には舟で大井川（現桂川）を渡り巨椋池を経て木津へと逃亡を続け、最後の望みとして奈良に逃れていた忠実に対面を望むが拒まれ、14日に、失意の内に頸部の傷が原因で、絶命した（『保元物語』によれば頼長は舌を噛み切り自害したという）。享年37。遺骸は奈良の般若野に埋葬されたが、信西の命によって暴かれ、検視されるという恥辱を受ける羽目になった。なお、頼長の所有名義となっていた京極殿領は忠実によって再び忠通の所有として朝廷による没官は免れたが、頼長個人の所領は没官されて後白河天皇の後院領にあてがわれ、後の大荘園群である長講堂領の基軸となった。
頼長の死後、長男の師長・次男の兼長・三男の隆長・四男の範長はみな配流となり、師長を除く3名はそれぞれの配所にて死去した。唯一生き残って都に戻ることができた師長は、後に太政大臣にまで昇進するものの、今度は平清盛によって再び配流される波乱の生涯を送っている。
保元の乱が終結してしばらくの間は、頼長は罪人として扱われた。頼長を罪人とする朝廷の認識は、頼長の子の師長が帰京を許され後白河院の側近になっても変わることはなかった。しかし21年を経た安元3年（1177年）、延暦寺の強訴、安元の大火、鹿ケ谷の陰謀といった大事件が都で連発するに及んで、朝廷は保元の乱の怨霊による祟りと恐怖するようになる。同年8月3日、怨霊鎮魂のため、崇徳上皇の当初の追号「讃岐院」を「崇徳院」に改め、頼長には正一位・太政大臣が追贈された（『百錬抄』）。

## 人物
少年の頃は忠実の命に従わず馬にまたがって山野を駆け巡ったが、落馬して一命を失いかねないほどの目に遭い、心を入れ替えて学問に励むようになったという（『台記』康治元年12月30日条）。以降、膨大な和漢の書を読み、誰もが認める博識となった。甥にあたる慈円は『愚管抄』で「日本一の大学生（だいがくしょう）、和漢の才（ざえ）に富む」とその学識の高さを賞賛している。康治元年（1142年）11月の大嘗祭のときは、御禊の調査を徹夜で行い、終了後は10日間かけて膨大な式典の記録を書き残しており、事務的な能力にも優れていた。また、仏僧の蔵俊に因明を学び、『左府抄』という因明書も残している。儒学も好んだが、意外にも文学を不得手としており、「和歌の道に堪えず」と公言して漢詩も得意ではなかったという。
頼長の苛烈で他人に厳しい性格は、「腹黒く、よろずにきわどき人」とも評され、「悪左府」の異名で有名だが、この「悪」も現代でいう「悪い」という意味ではなく、むしろ性質・能力・行動などが型破りであることを畏怖した表現である。ただし私的報復の記録も多く、太政官の官人を殺害した犯人が恩赦で釈放されたことに怒り、秦公春に命じてこれを暗殺させ「代天誅之」と自らの日記に明記することもあるほどだった（『台記』久安元年12月17日条）。
頼長は両性愛者だったと考えられる。私生活では男色を好んだことがその日記『台記』に記された数多くの出来事から窺える。東野治之や五味文彦の研究でその詳細が明らかにされ、男色相手としては随身の秦公春・秦兼任のほか、公家では藤原忠雅・藤原為通・藤原公能・藤原隆季・藤原家明・藤原成親・源成雅の名が特定されている。五味はこのうち4名までが院近臣として権勢を誇った藤原家成の親族であることを指摘している。
その『台記』に、少年の頃の飼い猫が病気になった際、千手像を描いて祈念して治してやったり、その猫が十歳まで長生きして死んだので、衣に包み櫃に入れて葬ってやった旨の記述がある。

## 藤原頼長作 戒両男
戒両男（『台記』巻十、久安2年9月17日条）
```
兼長
・
師長
、倶列
八座
、今日以後、可論公家上日之多少、
謂外記月奏所載、
愚之子息等、不論年齡之長幼、不拠好悪之浅深、任官之時、可推挙上日多者、
至于不許者非忘家、患力所及、
無奉公之忠、不預其挙之時、曽勿怨我、不求衣服之美、不顧童僕之少、存忠勤不可慙人嘲、抑亦尽奉公之忠、唯憶遺名於後代、不敢求君之恩報、尽忠求恩者古賢所誡也、努力々々、我終没後、魂若有霊、将在陣結政辺、恋慕之時、縦無公事、朝服詣斯処、凡有至孝之志者、能勤王事以報我恩、至于訪後世者、非所望者也、両息謹守此誡、勿敢違背矣、
```

## 官歴
※日付＝旧暦
- 保安元年（1120年）5月：誕生
- 大治5年（1130年）
  - 正月3日：童殿上
  - 4月19日：元服。正五位下。内昇殿（崇徳天皇）。両院昇殿（鳥羽上皇・待賢門院）。禁色勅許
  - 6月23日：侍従
  - 8月23日：右近衛権少将
  - 10月5日：右近衛権中将
- 大治6年（1131年）
  - 正月2日：従四位下
  - 正月22日：伊予権守兼任
  - 改元して天承元年8月17日：正四位下
  - 12月24日：従三位。右近衛権中将如元
- 長承元年（1132年）
  - 10月7日：正三位（白河阿弥陀堂供養・行幸の賞）
  - 12月25日：権中納言。右近衛権中将如元
- 長承2年（1133年）正月2日：従二位
- 長承3年（1134年）
  - 正月5日：正二位
  - 2月22日：権大納言
  - 3月19日：皇后宮大夫を兼任（皇后・藤原泰子）
- 長承4年（1135年）2月8日：右近衛大将を兼任
- 保延2年（1136年）
  - 12月9日：内大臣
  - 12月13日：右近衛大将如元
- 保延5年（1139年）
  - 8月17日：東宮傅を兼任（皇太子・体仁親王）
  - 12月16日：左近衛大将を兼任
- 保延6年（1140年）（21歳）
  - 2月22日：左近衛大将を辞任
- 永治元年（1141年）12月7日：東宮傅を辞任（近衛天皇即位）
- 久安3年（1147年）3月29日：橘氏是定を兼帯
- 久安4年（1148年）
  - 12月14日：養母の死により服解
  - 12月28日：復任
- 久安5年（1149年）7月28日：左大臣。従一位
- 久安6年（1150年）9月26日：藤氏長者を兼帯
- 久安7年（1151年）
  - 正月16日：内覧宣下
  - 正月24日：随身兵仗を賜る
- 仁平3年（1153年）4月11日：兵仗の辞退を上表
- 久寿元年（1154年）12月25日：随身兵仗を元の如く賜る
- 久寿2年（1155年）
  - 4月27日：左大臣・内覧・兵仗の辞退を上表
  - 5月2日：兵仗の辞退を上表
  - 5月10日：左大臣の辞退を上表
  - 7月24日：内覧停止
- 久寿3年（1156年）
  - 2月2日：左大臣留任の宣旨
  - 改元して保元元年7月10日：宇治より新院御所（白河北殿）に参る
  - 7月11日：合戦で流矢が頸にあたる
  - 7月14日：逃亡先の奈良坂で死亡
- 安元3年（1177年）8月3日：正一位・太政大臣を追贈

## 系譜
- 父：藤原忠実
- 母：藤原盛実の娘
- 妻：藤原幸子 - 徳大寺実能の娘
  - 養女：藤原多子（1140-1202） - 近衛・二条両帝皇后、徳大寺公能の娘
- 妻：源師俊の娘
  - 次男：藤原兼長（1138-1158）
  - 三男：藤原隆長（1141-?）
  - 四男：範長（1145-?）
- 妻：源信雅の娘
  - 長男：藤原師長（1138-1192）